# Frastanz
Frastanz (in alemanno Fraschtaz) è un comune austriaco di 6 375 abitanti nel distretto di Feldkirch, nel Vorarlberg; ha lo status di comune mercato (Marktgemeinde). Nel territorio comunale il fiume Samina confluisce nell'Ill.